# Elche
Elche [ˈeltʃe], auf Valencianisch Elx [ɛltʃ] (beide Formen sind offiziell), ist eine spanische Stadt in der Provinz Alicante in der Autonomen Region Valencia, rund 20 km südwestlich von Alicante und der Costa Blanca am Fluss Vinalopó.

## Geschichte
Die Großstadt Elche lässt sich bis auf die Iberer zurückführen, die ungefähr zwei Kilometer von der heutigen Stadt entfernt um etwa 600 v. Chr. das Dorf Helike bewohnten. Nach der Eroberung durch das Römische Reich blieb die Stadt erhalten und entwickelte sich als Ilici fort. Die Mauren eroberten Spanien im 8. Jahrhundert und gaben der Stadt ihren heutigen Namen.
Südlich der heutigen Stadt fand man am 4. August 1897 eine Büste aus der Ibererzeit. Diese ist bekannt unter dem Namen Dama de Elche und ist im Nationalen Archäologischen Museum in Madrid ausgestellt.

## Demografie
Elche war zu Beginn des 20. Jahrhunderts eine Mittelstadt, die ein langsames, aber kontinuierliches Wachstum der Einwohnerzahl verzeichnen konnte. Seit den 1930er Jahren stieg das Wachstum um ca. 10.000 Einwohner pro Dekade. Zwischen 1960 und 1970 stieg das Wachstum jedoch deutlich an, was zu einer Verdoppelung der Einwohnerzahl von 1960 bis 1980 führte. In den 1960er Jahren überschritt Elche dabei die Grenze zur Großstadt. Auch seit Beginn des 21. Jahrhunderts hielt das Bevölkerungswachstum weiter an und betrug zwischen 2011 und 2021 noch 3,6 %.
Von den 235.580 Einwohnern 2022 waren 26.652 ausländischer Herkunft (12,8 %). Der größte Anteil davon entfiel auf Marokkaner (18,0 %), gefolgt von Rumänen (12,1 %), Kolumbianern (9,8 %) und Chinesen (8,4 %). Deutsche machten nur einen kleinen Anteil an der Bevölkerung aus (1,1 %).
| Herkunftsland          | Zahl  | %      |
| ---------------------- | ----- | ------ |
| Marokko                | 4.800 | 18,0 % |
| Rumänien               | 3.219 | 12,1 % |
| Kolumbien              | 2.618 | 9,8 %  |
| China                  | 2.249 | 8,4 %  |
| Algerien               | 1.353 | 5,1 %  |
| Vereinigtes Königreich | 1.245 | 4,7 %  |
| Italien                | 884   | 3,3 %  |
| Venezuela              | 656   | 2,5 %  |
| Frankreich             | 483   | 1,8 %  |
| Russland               | 394   | 1,5 %  |
| Bulgarien              | 313   | 1,2 %  |
| Deutschland            | 302   | 1,1 %  |

| 2021    | 2011    | 2001    | 1991    | 1981    | 1970    | 1960   | 1950   | 1940   | 1930   | 1920   | 1910   | 1900   | 1887   | 1877   | 1860   | 1842   |
| ------- | ------- | ------- | ------- | ------- | ------- | ------ | ------ | ------ | ------ | ------ | ------ | ------ | ------ | ------ | ------ | ------ |
| 235.566 | 227.417 | 194.767 | 188.062 | 164.779 | 123.716 | 73.720 | 56.341 | 46.496 | 36.995 | 33.187 | 30.713 | 27.430 | 23.917 | 19.596 | 18.734 | 18.068 |

## Kultur und Sehenswürdigkeiten

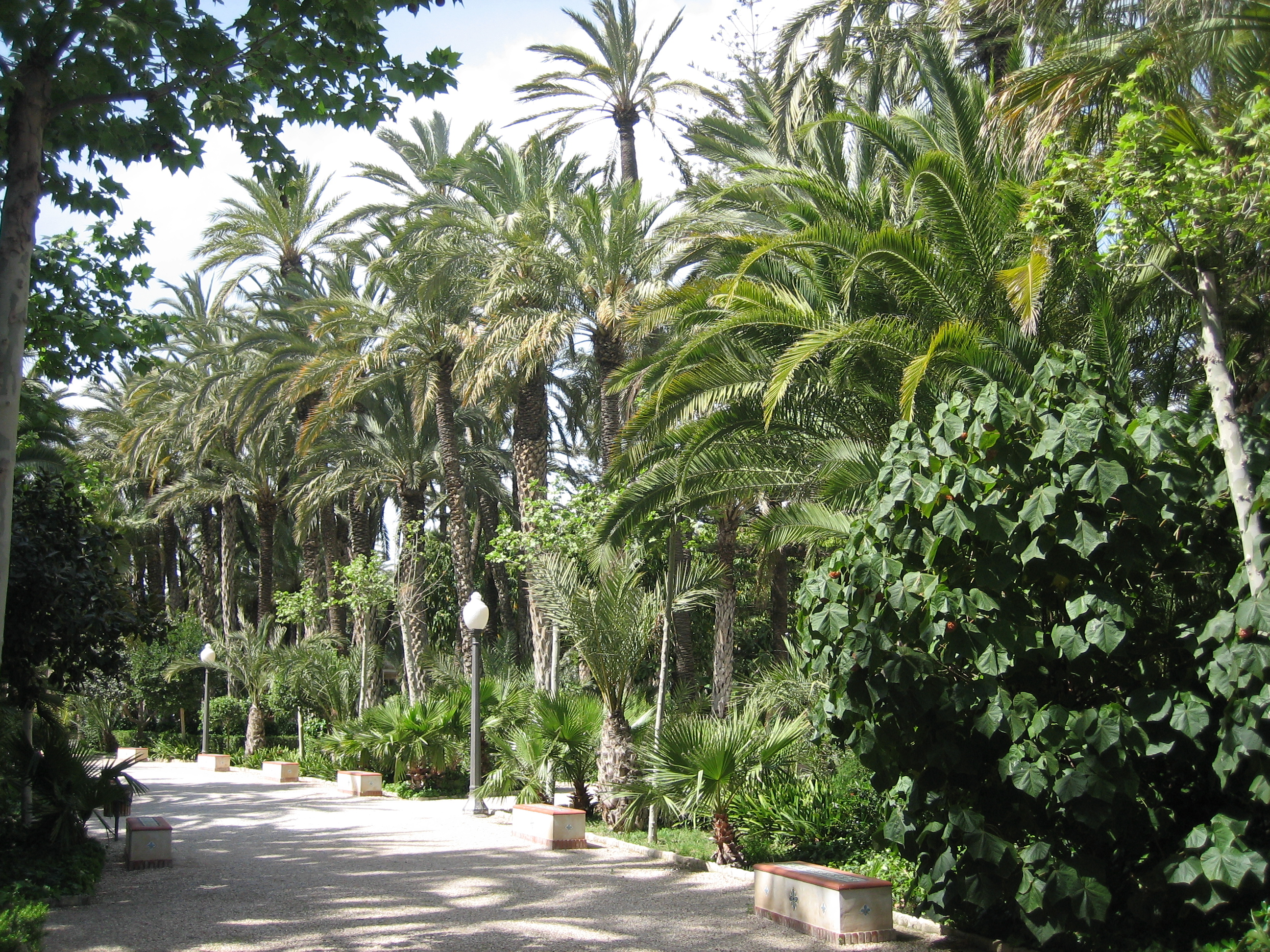
Palmen in Elche

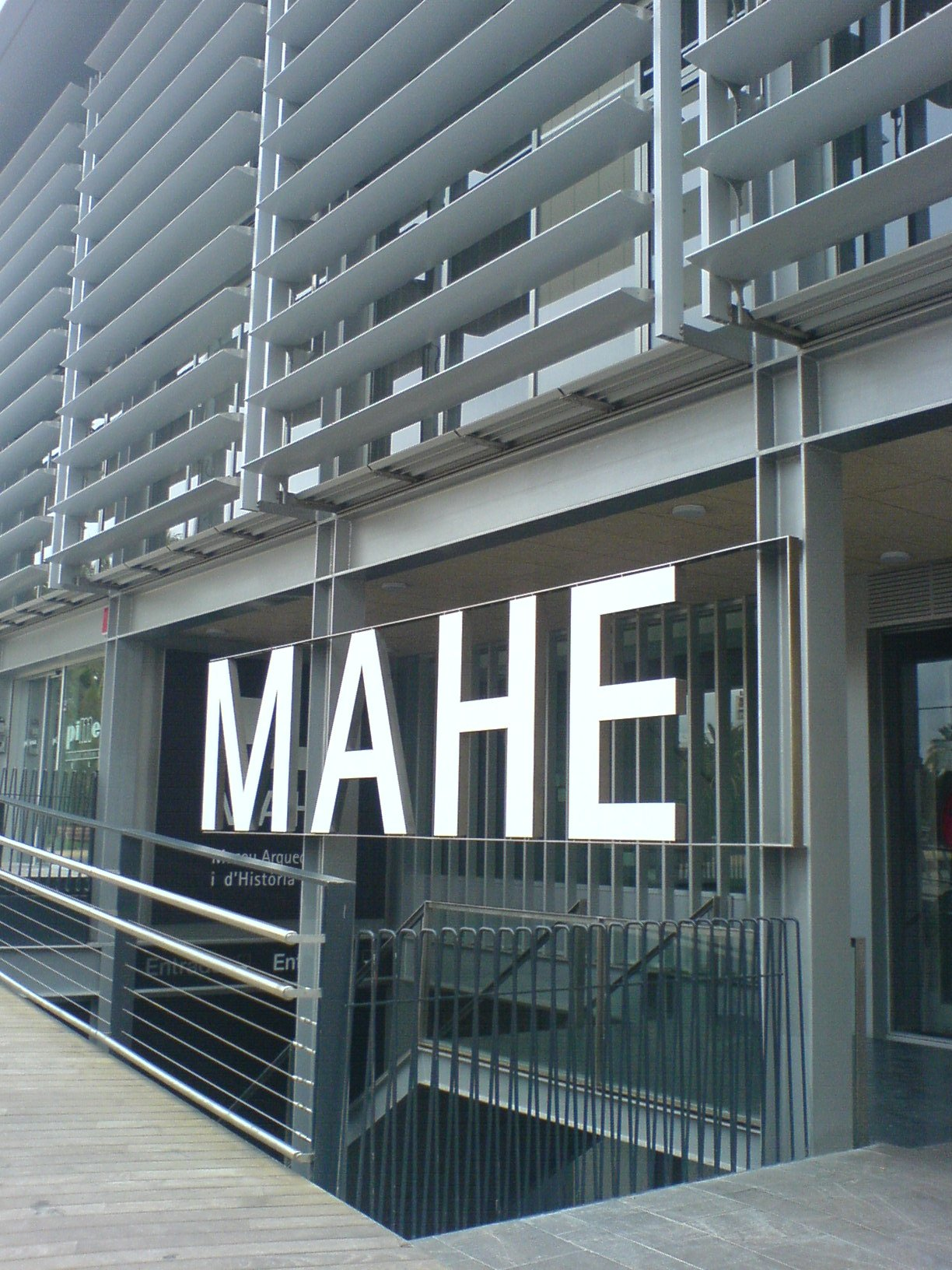
Eingang zum Archäologischen Museum

Seit Mai 2006 besteht das Historische und Archäologische Museum (MAHE), das dem Besucher die lange Geschichte Elches näherbringt.
Die Stadt ist bekannt für ihre Palmengärten, deren größter, El Palmeral, im Jahre 2000 von der UNESCO zum Weltkulturerbe erklärt wurde und für die zu den Meisterwerken des mündlichen und immateriellen Erbes der Menschheit zählenden Mysterienspiele von Elche.
Obwohl Elche diverse historische Sehenswürdigkeiten in seinem Stadtzentrum beherbergt, findet sich eine konzentrierte Altstadt nur noch auf sehr kleinem Raum zwischen dem Palacio de Altamira, der Basílica de Santa María und dem Torre de la Calahorra.

### Museen

#### Museo Arqueológico y de Historia de Elche

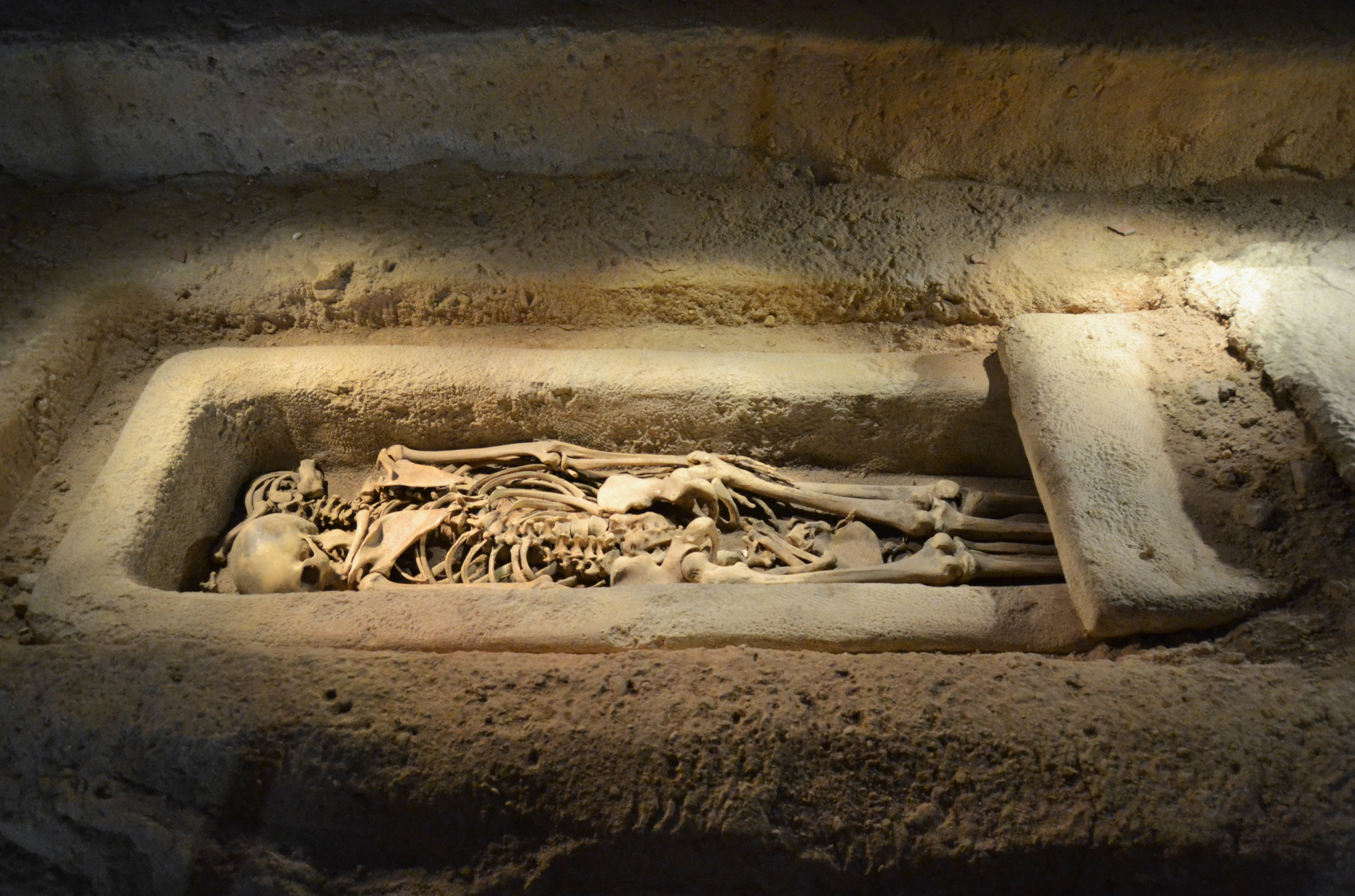
Steinkiste im Museum

Seit Mai 2006 besteht das Historische und Archäologische Museum (MAHE), das dem Besucher die lange Geschichte Elches näher bringt. Es befindet sich im Inneren des Palacio de Altamira in der historischen Altstadt Elches in der Nähe der Basilika Santa María.
Als Dauerausstellung gibt das Museum einen Überblick über die Entwicklung der verschiedenen Epochen in der Stadt – wie die Jungsteinzeit, die Kupfersteinzeit, die Bronzezeit, das iberische Alter, die Romanisierung, die islamische Besiedelung usw. bis zur heutigen Zeit. Die archäologischen Ausstellungsstücke stammen unter anderem aus den archäologischen Fundstätten La Alcudia, El Arenero de Monforte del Cid und aus dem Parque de Elche (innerhalb der Gärten der Stadt gelegen).

#### Museo de la Festa
Das Museo de la Festa behandelt die Mysterienspiele von Elche mit dem Ziel, den Besuchern während des ganzen Jahres einen Einblick in die Spiele zu ermöglichen die zu den Meisterwerken des mündlichen und immateriellen Erbes der Menschheit gehören. Das Museum zeigt zum einen das Bühnenbild mit Kostümen und dergleichen sowie zum anderen visuelle und auditive Effekte der Spiele.

#### Museo del Palmeral
Das Museo del Palmeral befindet sich in einem typischen Gebäude des Gartens San Plácido, nahe dem Huerta del Cura. Es zeigt die Ursprünge, die Geschichte und die Kultur der Palmenpflanzung. Die Inhalte werden mittels Videos, Schautafeln, visuellen und auditiven Elementen und schließlich durch den Garten selbst dargestellt.

#### Centro de Cultura Tradicional Museo Escolar de Pusol
Das Museum beherbergt einzigartige Fundstücke über ethnologische Aspekte (Landwirtschaft, Handel, Industrie, Folklore, Traditionen etc.).

### Sehenswürdigkeiten

#### Basílica de Santa María

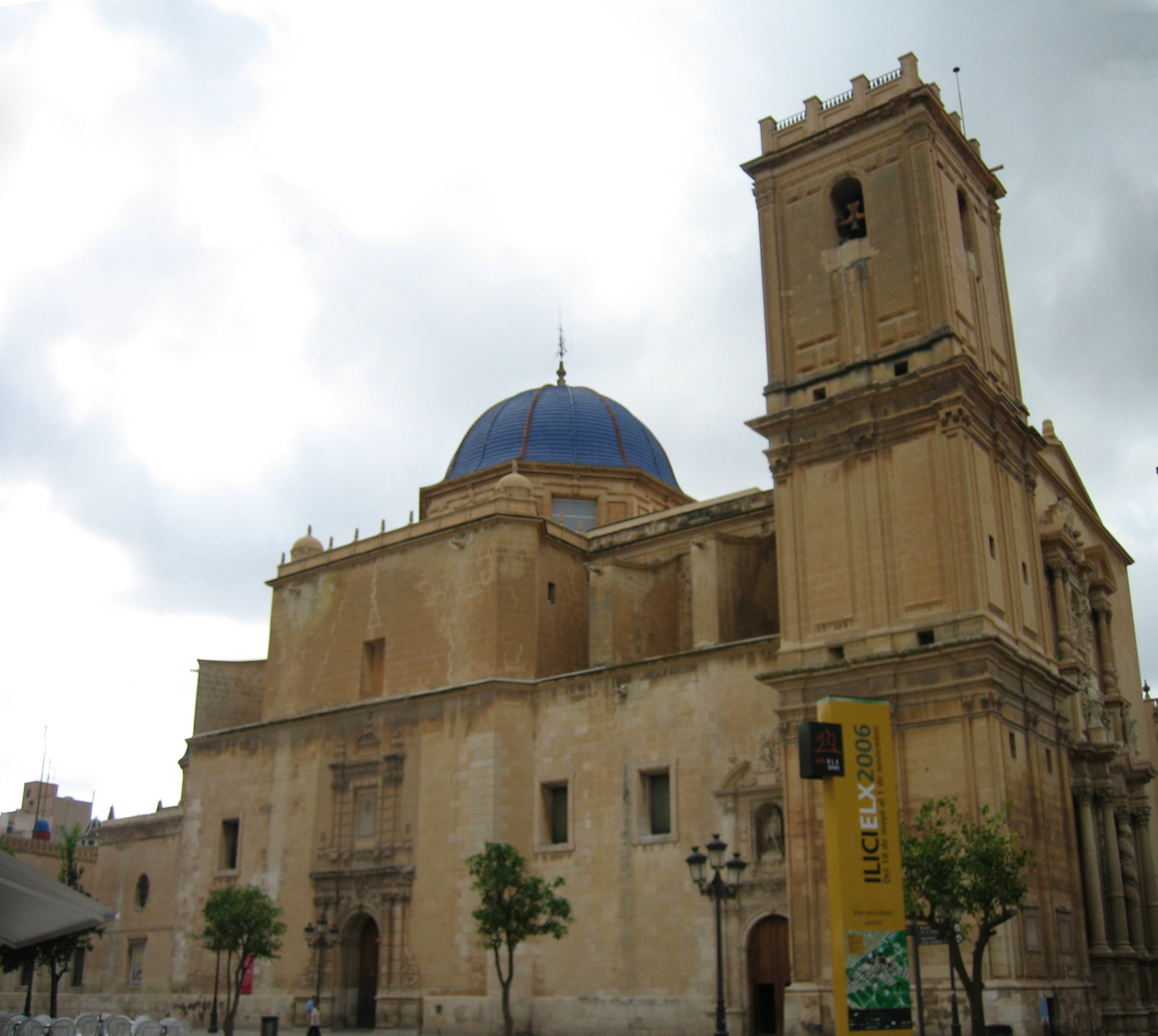
Basilica de Santa Maria

Die Basílica de Santa María wurde am Ort der Moschee der islamischen Epoche zwischen dem 17. und dem 18. Jahrhundert errichtet. Es handelt sich um ein klares Beispiel des spanischen Barocks. Während des Bürgerkrieges wurde die Basilika teilweise zerstört, Jahre später jedoch nach Plänen des iberischen Architekten Antonio Serrano Peral wieder aufgebaut.

#### Torre de la Calahorra
Der Torre de la Calahorra ist eine Befestigungsanlage der Almohaden in rechteckiger Form, die zwischen Ende des 12. und Anfang des 13. Jahrhunderts erbaut wurde. Sie war ein Teil der Stadtmauer um das mittelalterliche Dorf und verteidigte den Eingang, der nach Alicante führte. Zurzeit werden gelegentlich Ausstellungen gezeigt.

#### Torre del Consell

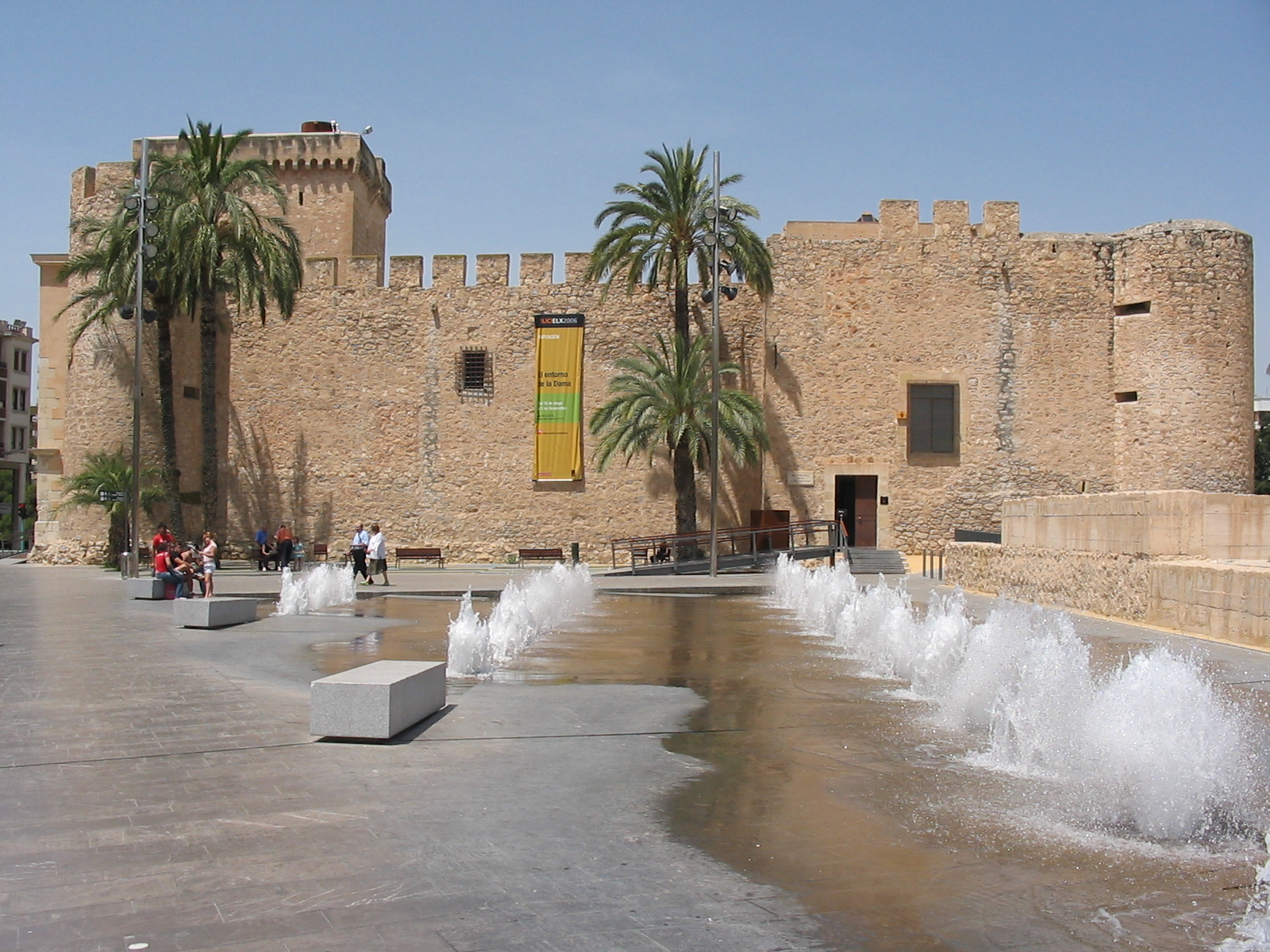
Palacio de Altamira

Beim Torre del Consell handelt es sich um den heutigen Sitz des Stadtrates von Elche. Er befindet sich am Plaza de Baig. Die Errichtung reicht auf das 15. Jahrhundert zurück.

#### Palacio de Altamira
Der Palast von Altamira wurde Ende des 15. Jahrhunderts durch den Adeligen Gutierre de Cárdenas erbaut und als erster Wohnsitz bewohnt. Es ist wahrscheinlich, dass er auf den Mauern eines früheren Bauwerks des 12. oder 13. Jahrhunderts erbaut wurde, das ein Teil der Stadtmauer der Almohaden war.

## Ökologie
Wie alle spanischen Städte mit mehr als 50.000 Einwohnern sollte Elche zum 1. Januar 2025 Umweltzonen einrichten. In Elche wurde die Zona de Bajas Emisiones (ZBE), pünktlich festgelegt, allerdings ohne für die entsprechende Infrastruktur zu sorgen. So wurden noch keine Kameras, Luft- und Lärmmesser installiert. Einschränkungen und Strafen sind nicht vorgesehen. Überdies fällt die ZBE mit einer Fläche von 1,15 km² sehr bescheiden aus, wobei sie unter anderem schon bestehende Fußgängerzonen der Altstadt umfasst.

## Sport
Elche ist die Heimatstadt des Fußballvereins FC Elche, dem in der Saison 2012/13 der direkte Aufstieg und somit nach 24 Jahren die Rückkehr in die Primera División bis zum Ende der Saison 2022/23 gelang. 2025 gelang der direkte Wiederaufstieg. Der FC Elche trägt seine Heimspiele im Martínez-Valero-Stadion aus, das auch Spielort bei der Fußball-Weltmeisterschaft 1982 war.

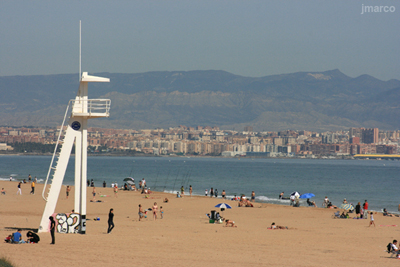
Strand El Altet in der Bucht von Alicante
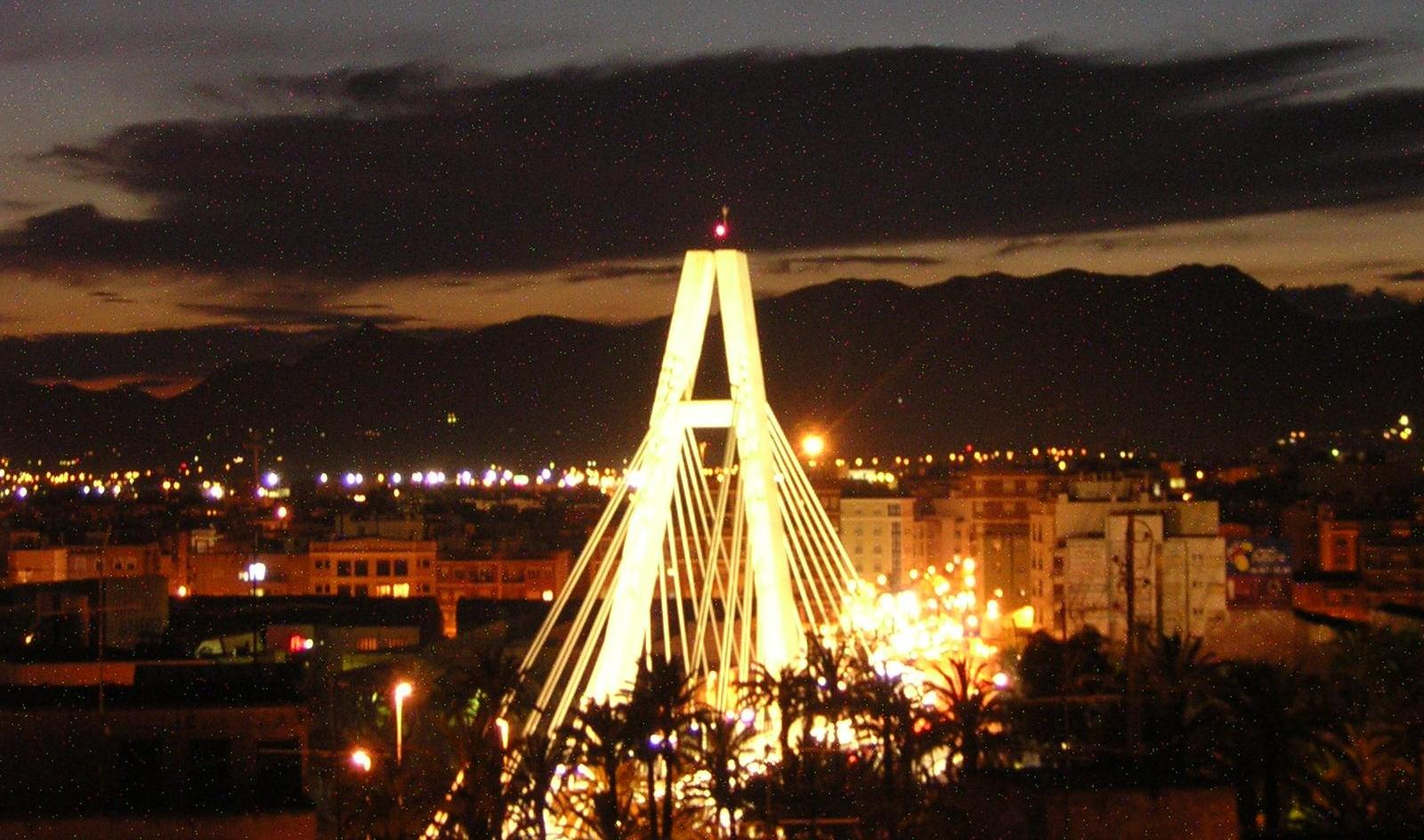
Puente Generalitat Valenciana
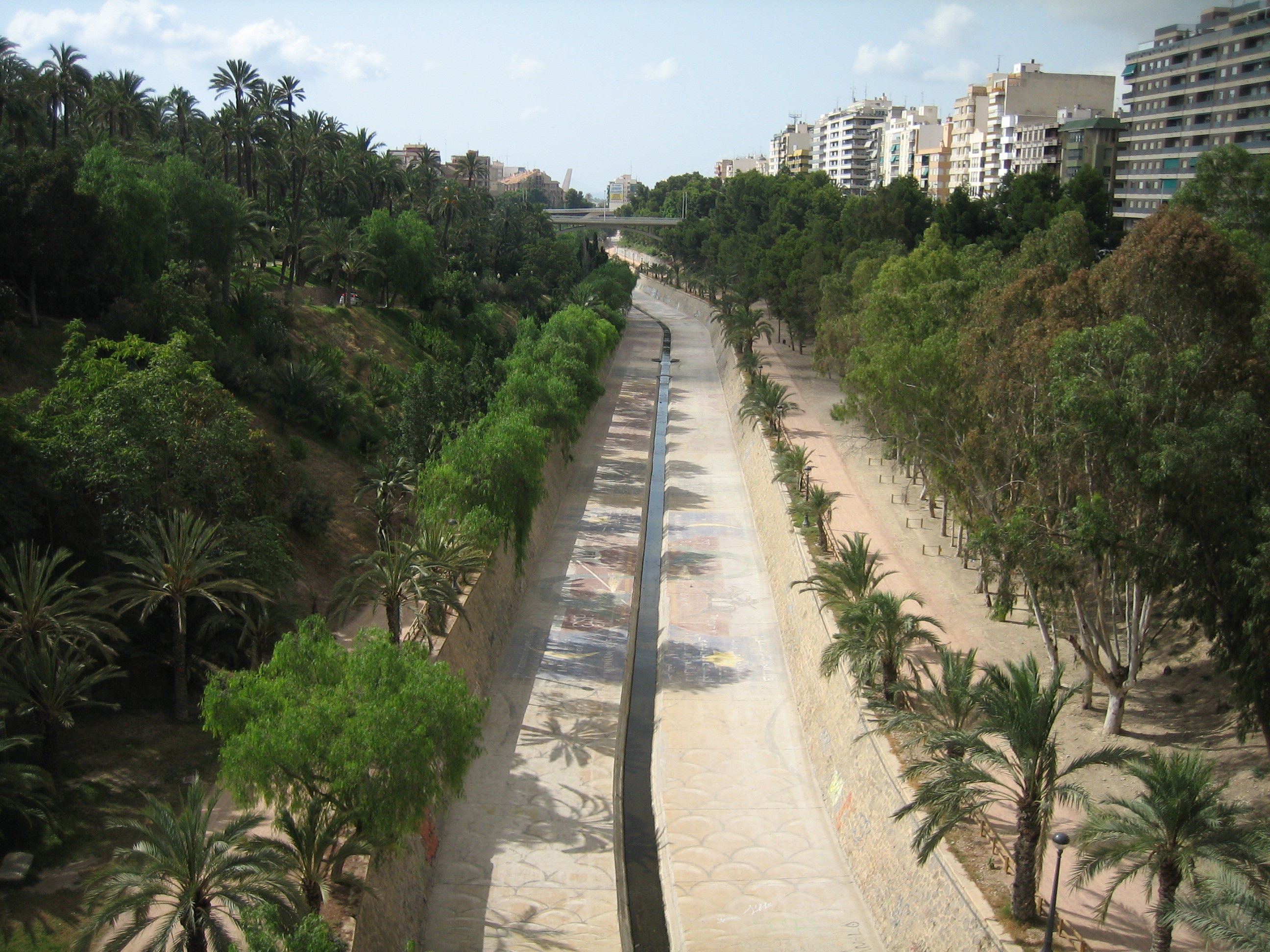
Ausblick auf den Rio Vinalopó
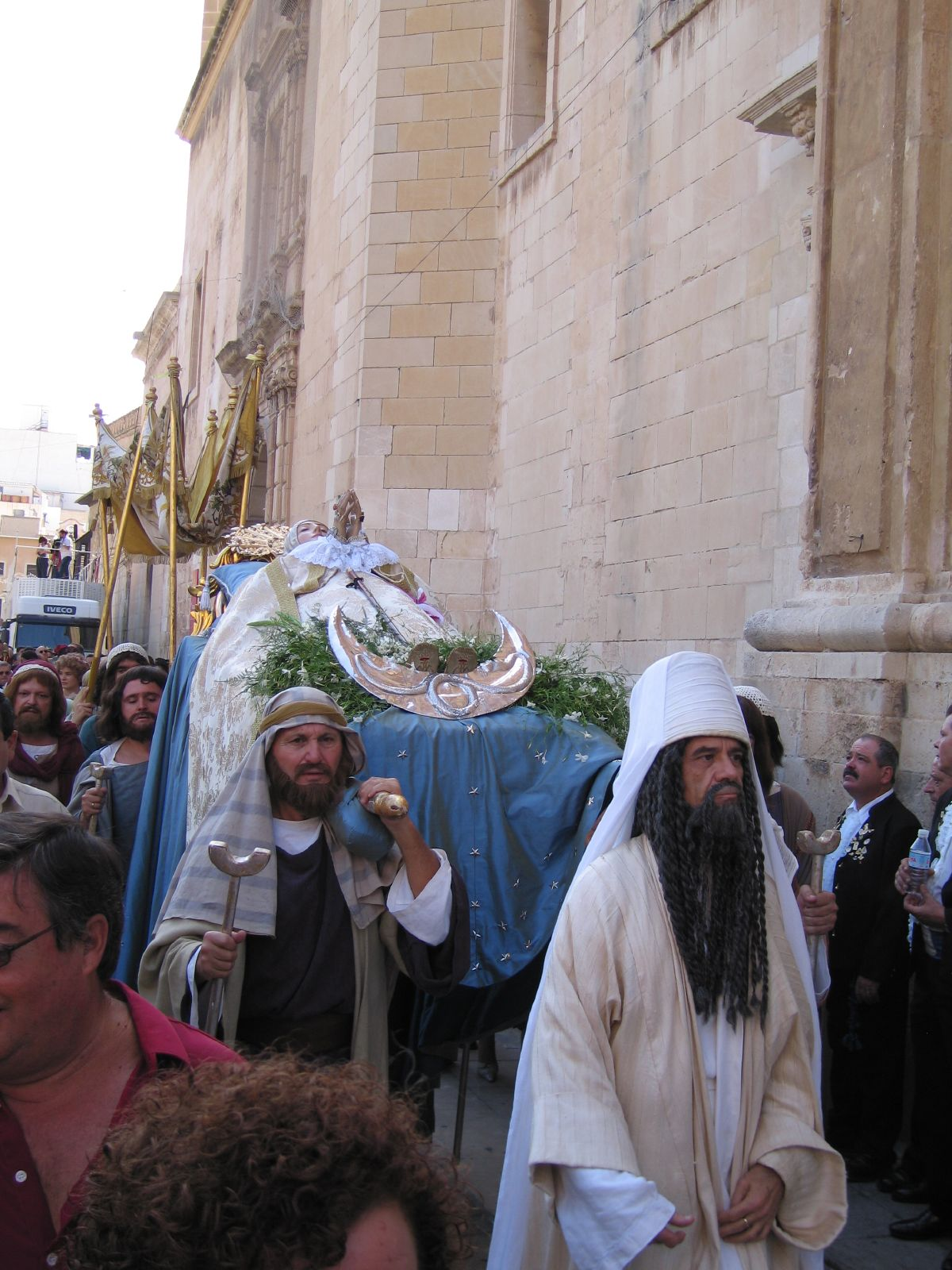
Szene der Mysterienspiele

## Städtepartnerschaften
Partnerstädte von Elche sind
- Jaca in Spanien
- Oran in Algerien, seit 1959
- Subotica in Serbien
- Toulouse in Frankreich, seit 1981

## Söhne und Töchter der Stadt
- José Manuel Sempere (* 1958), Fußballspieler
- Antonio Pérez Abellán (* 1969), Pianist und Musikpädagoge
- Mónica Carrillo (* 1976), Journalistin und Schriftstellerin
- David Muñoz (* 1979), Radrennfahrer
- Miguel Ángel López Jaén (* 1982), Tennisspieler
- Vanesa Amorós Quiles (* 1983), Handballspielerin und -trainerin
- Pablo de Lucas Torres (* 1986), Fußballspieler
- Sílvia Soler Espinosa (* 1987), Tennisspielerin
- Aarón Ñíguez (* 1989), Fußballspieler
- Blanca Paloma (* 1989), Sängerin
- Tamara Gómez Garrido (* 1991), Triathletin
- Saúl Ñíguez (* 1994), Fußballspieler
- Mario Vilella Martínez (* 1995), Tennisspieler
- José Oliver Hernández (* 1996), Handballspieler
- Milena Smit (* 1996), Schauspielerin
- Laura Hernández (* 1997), Handballspielerin
- Óscar Gil (* 1998), Fußballspieler
- Paula María Agulló Pelegrin (* 2005), Handballspielerin